# The Open Championship 1982
De 111e editie van het Brits Open werd van 15-18 juli 1982 gespeeld op de Royal Troon Golf Club in Troon, Schotland.
Het leek een mooie week te worden voor de Amerikaans Bobby Clampett die na rondes van 67 en 66 al vijf slagen voorsprong had op de rest van het veld. In ronde drie maakte hij echter een score van 78. Toch bleef hij nog aan de leiding, zijn voorsprong was echter geslonken tot 1 slag.
Tom Watson won het Brits Open voor de vierde keer. Eerder won hij het Open drie keer in Schotland: op Carnoustie in 1975, op Turnberry in 1977 en op Muirfield in 1980. In 1983 won hij het op Royal Birkdale in Engeland. Hij werd de vijfde Amerikaanse speler die in hetzelfde jaar het US Open en het Brits Open won, na Bobby Jones (1926, 1930), Gene Sarazen (1932), Ben Hogan (1953) en Lee Trevino (1971). In 2000 vulde Tiger Woods de lijst aan.
Op de tweede plaats eindigden Peter Oosterhuis en Nick Price. 

## Top-10
| Nr  | Speler            | Score           | Score | Prijs (£) |
| --- | ----------------- | --------------- | ----- | --------- |
| 1   | Tom Watson        | 69-71-74-70=284 | –4    | 32.000    |
| T2  | Peter Oosterhuis  | 74-67-74-70=285 | –3    | 19.300    |
| T2  | Nick Price        | 69-69-74-73=285 | –3    | 19.300    |
| T4  | Nick Faldo        | 73-73-71-69=286 | –2    | 11.000    |
| T4  | Masahiro Kuramoto | 71-73-71-71=286 | –2    | 11.000    |
| T4  | Tom Purtzer       | 76-66-75-69=286 | –2    | 11.000    |
| T4  | Des Smyth         | 70-69-74-73=286 | –2    | 11.000    |
| T8  | Sandy Lyle        | 74-66-73-74=287 | –1    | 8.750     |
| T8  | Fuzzy Zoeller     | 73-71-73-70=287 | –1    | 8.750     |
| T10 | Bobby Clampett    | 67-66-78-77=288 | E     | 7.350     |
| T10 | Jack Nicklaus     | 77-70-72-69=288 | E     | 7.350     |

Malcolm Lewis was de beste amateur. Hij speelde in 1983 in de Walker Cup. Hij geeft nu les aan de University of Bath.
Vanaf 1970:
1970 ·
1971 ·
1972 ·
1973 ·
1974 ·
1975 ·
1976 ·
1977 ·
1978 ·
1979 ·
1980 ·
1981 ·
1982 ·
1983 ·
1984 ·
1985 ·
1986 ·
1987 ·
1988 ·
1989 ·
1990 ·
1991 ·
1992 ·
1993 ·
1994 ·
1995 ·
1996 ·
1997 ·
1998 ·
1999 ·
2000 ·
2001 ·
2002 ·
2003 ·
2004 ·
2005 ·
2006 ·
2007 ·
2008 ·
2009 ·
2010 ·
2011 ·
2012 ·
2013 ·
2014 ·
2015 ·
2016 ·
2017 ·
2018 ·
2019 ·
2020